# Sars-Poteries
Sars-Poteries – miejscowość i gmina we Francji, w regionie Hauts-de-France, w departamencie Nord.
Według danych na rok 1990 gminę zamieszkiwało 1496 osób, a gęstość zaludnienia wynosiła 190 osób/km² (wśród 1549 gmin regionu Nord-Pas-de-Calais Sars-Poteries plasuje się na 442. miejscu pod względem liczby ludności, natomiast pod względem powierzchni na miejscu 458.).